# Microtralia insularis
Microtralia insularis är en snäckart som först beskrevs av Powell 1933.  Microtralia insularis ingår i släktet Microtralia och familjen dvärgsnäckor. Inga underarter finns listade i Catalogue of Life.